# 코로나 데 라그리마스 (2012년 텔레노벨라)
《코로나 데 라그리마스》(스페인어: Corona de lágrimas)은 2012년 방영된 멕시코의 텔레노벨라이다.